# The Battle Hymn of the Republic
"The Battle Hymn of the Republic" ("Imnul de bătălie al republicii") este un imn patriotic american. Cântecul a devenit popular în timpul Războiului Civil American, fiind folosit de armata din Nord. Muzica a fost compusă de un sudist, William Steffe din Carolina de Sud, în 1855, iar versurile au fost scrise de Julia Ward Howe în decembre 1861, la câteva luni de la începutul războiului.
"The Battle Hymn of the Republic" este conoscut și ca imnul neoficial al Partidului Republican din SUA, în timp ce "Happy Days Are Here Again" are același rol neoficial pentru Partidul Democrat. În general este intonat la încheierea Convenției Naționale Republicane sau la încheierea diverselor întruniri religioase, civile sau politice de centru-dreapta.

## Istoria

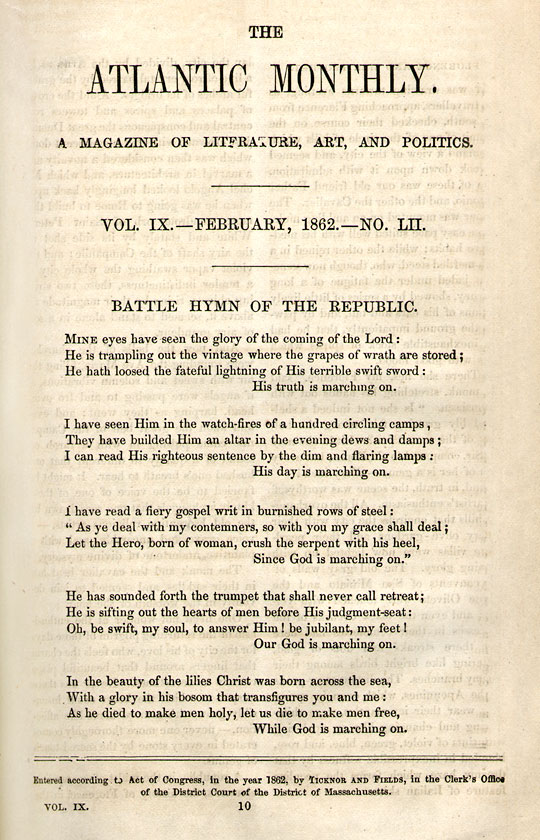
Publicația originală din 1862 în The Atlantic Monthly

Original cântecul folosea versurile "Canaan's Happy Shore" ("Malul fericit al Cannanului") sau "Brothers, Will You Meet Me?" ("Frați, mă veți primi?") și era intonat ca cântec în jurul focurilor de campanie. Melodia s-a răspândit de-a întregul Statelor Unite și a căpătat multe seturi de versuri diferite.
Conform scriitorului Mark Steyn, în 1860, Thomas Bishop din Vermont a devenit soldat în Regimentul 12 Massachusetts (de Infanterie) și a compus un set de versuri numite "John Brown's Body" ("Corpul lui John Brown"), folosit de soldații din regiment pentru a-l lua peste picior pe un camarad de regiment, John Brown, de origine din Scoția. John Brown este însă și numele unui bine cunoscut aboluționist, a cărui practici teroriste și încercare de a organiza o răscoală în Virginia în 1859 a precipitat masiv spiretele, contribuind la atmosfera în care a izbucnit războiul civil. Din acestă cauză mulți au confundat sensul inițial al acestui set de versuri, care devenise între timp foarte popular în armatele nordului.
Batalionul lui Bishop a fost staționat la începutul războiului în Washington, unde Julia Ward Howe l-a auzit în timpul unei treceri în revistă a trupelor. Ca și mulți alții, ea a crezut că cântecul se referă la John Brown (aboluționistul) și la sugestia companionului ei la această trecere în revistă a compus un nou set de versuri pentru soldați, versiunea cunoscută și interpretată astăzi.
Versurile "The Battle Hymn of the Republic" a lui Howe au fost publicate pentru prima dată pe pagina întâi a ziarului The Atlantic Monthly în februarie 1862. În 1963 au fost republicate de Comitetul de Supervizare a Recruitării Regimentelor Colorate (de Negri) din Philadelphia. Julia Ward Howe a fost soția lui Samuel Gridley Howe, un eminent intelectual dedicat educării celor nevăzători. Samuel și Julia de asemenea au fost lideri activiîn politica anti-sclavie și susținători puternici ai Nordului.
O versiune a melodiei, în Do-major, începe așa:
Mai târziu, odată cu interpretarea din ce în ce mai deasă a acestui cântec la ocazii ne-militare, cuvintele "let us die to make men free" ("Să murim pentru a-i face pe oameni lliberi") sunt schimbate în "let us live to make men free" ("Să trăim pentru a-i face pe oameni liberi").
Strofa a șasea este de obicei omisă. O altă variantă schimbă "soul of Time" ("sufletul Timpului") în "soul of wrong" ("sufletul răului"), și "succour" (?) în "honor" ("onoare").

## Influența
- În politică și societate
  - Imnul neoficial al Partidului Republican din Statele Unite
  - Melodia servește la baza popularuliu cântec sindical "Solidarity Forever" ("Solidaritate întotdeauna"), compus de Ralph Chaplin în 1915.
  - Baza imnului mișcării Cooperativei Americane de Consum, "The Battle Hymn of Cooperation" ("Imnul de bătălie al cooperării"), compus în 1932.
- În cultura populară
  - În predicile și discursurile lui Martin Luther King, Jr., în special "Mine eyes have seen the glory of the coming of the Lord" fiind ultimele cuvinte publice ale sale înainte de asasinare.
- La televiziune
  - În The Judy Garland Show la sfârșitul lui 1963 în omnoare recent-asasinatului președinte John F. Kennedy
  - În diverse episoade ale serialelor americane populare The West Wing, Andromeda, The 4400, Barney & Friends
- În cinematografie
  - Începănd cu Mother Machree în 1928 și încheind cu The Manchurian Candidate in 2004, cîntecul a aparut în 43 de filme, inclusiv în The Right Stuff (în momentul reintrării în atmosferă a casulei după defecțiune tehnică), American History X (versuri modificate pentru a exprima sentimente neo-naziste), UHF.
- În jocuri
  - Terrible Swift Sword (1975), Black Ops (de pe forumul Something Awful), Friendlyware, American Civil War Gettysburg.
  - La Epcot, Walt Disney World Resort după focurile de artificii
- În cărți
  - The Grapes of Wrath, de John Steinbeck, și In the Beauty of the Lilies, de John Updike, sunt două nuvele bine-cunoscute care au împrumutat titlurile din versurile imnului.
  - Printre alte titluri inspirate direct din versuri sunt seria de patru cărți science fiction The Lost Regiment de William R. Forstchen (Terrible Swift Sword, Fateful Lightning, Battle Hymn and Never Sound Retreat), autobiografia Battle Hymn (1957) a colonelului de aviație americană Dean Hess, preot care a devenit pilot de vânătoare in Cel de-al Doilea Război Mondial și în Războiul din Korea, ulterior adaptată în filmul Battle Hymn (film), volumul al doilea (Terrible Swift Sword) a colecției "Army of the Potomac" a lui Bruce Catton.
  - Istorioara scurtă His Truth Goes Marching on (1975) a lui Jerry Pournelle începe cu caracterul principal intonând cântecul.
- În memoriale
  - Imnul a fost intonat la funerariile lui Robert F. Kennedy, Winston Churchill și la cele ale președințelor americani Ronald Reagan și Gerald R. Ford. De asemenea la slujba memorială din Westminster Abbey pentru președintele John F. Kennedy și personalitatea de televiziune britanică Alastair Cooke.
  - The Battle Hymn a fost intonat la sfârșitul Slujbei Nașionale de Rugăciune și Amintire din SUA, vineri, 14 septembrie 2001 (pentru victimile atacurilor din 11 septembrie 2001).
- În sport
  - Melodia a fost folosită ca imnul mai multor echipe sau societăți, cum ar fi "We're Not Brazil, We're Northern Ireland" (Northern Irish football anthem), "Glory Glory Colorado" (University of Colorado), sau Woodville-West Torrens Football Club.
  - Cântecul sau melodia este intonată la diverse evenimente sportive, cum ar fi înaintea jocurilor de fotbal american și basketball a echipelor University of Georgia, cât și după jocuri dacă echipa câștigă, înaintea jocurilor echipelor Georgia Tech ("To Hell With Georgia" pe Bobby Dodd Stadium, ca parodie), înaintea jocurilor de forbal american și la sfârșitul celor de hockey a University of Minnesota, la jocurile echipelor Auburn University ("Glory Glory to Ole Auburn"), la sfârșitul evenimentelor sportive Ole Miss ("From Dixie With Love", care combină "Dixie" cu the Battle Hymn, schimbând versul "his truth is marching on" în "the south will rise again" - "sudul se va ridica din nou"). În 1994, cu ocazia Cupei Mondiale FIFA din 1994 care a avut loc în SUA, Daryl Hall împreună cu grupul coral The Sound of Blackness a interpretat cântecul oficial "Gloryland" al evenimentului sportiv, folosind melodia din The Battle Hymn.
  - Neoficial, melodia este intonată de fanii de fotbal a lui Tottenham Hotspur F.C., dar și a altor echipe ("Glory Glory Man United"), precum și de fanii de hockey din National Hockey League pentru a-i intimida pe Montreal Canadiens ("The Hab Song").

## Înregistrare media
| (audio)                                                         | \| [[Media:\\|The Battle Hymn of the Republic]] ([[:Image:\\|info]]) \| \| {{{description}}} \| \| Probleme în audiția fișierelor? Vezi ajutor media. \| |
| [[Media:\|The Battle Hymn of the Republic]] ([[:Image:\|info]]) | |
| {{{description}}}                                               | |
| Probleme în audiția fișierelor? Vezi ajutor media.              | |